# 난창현

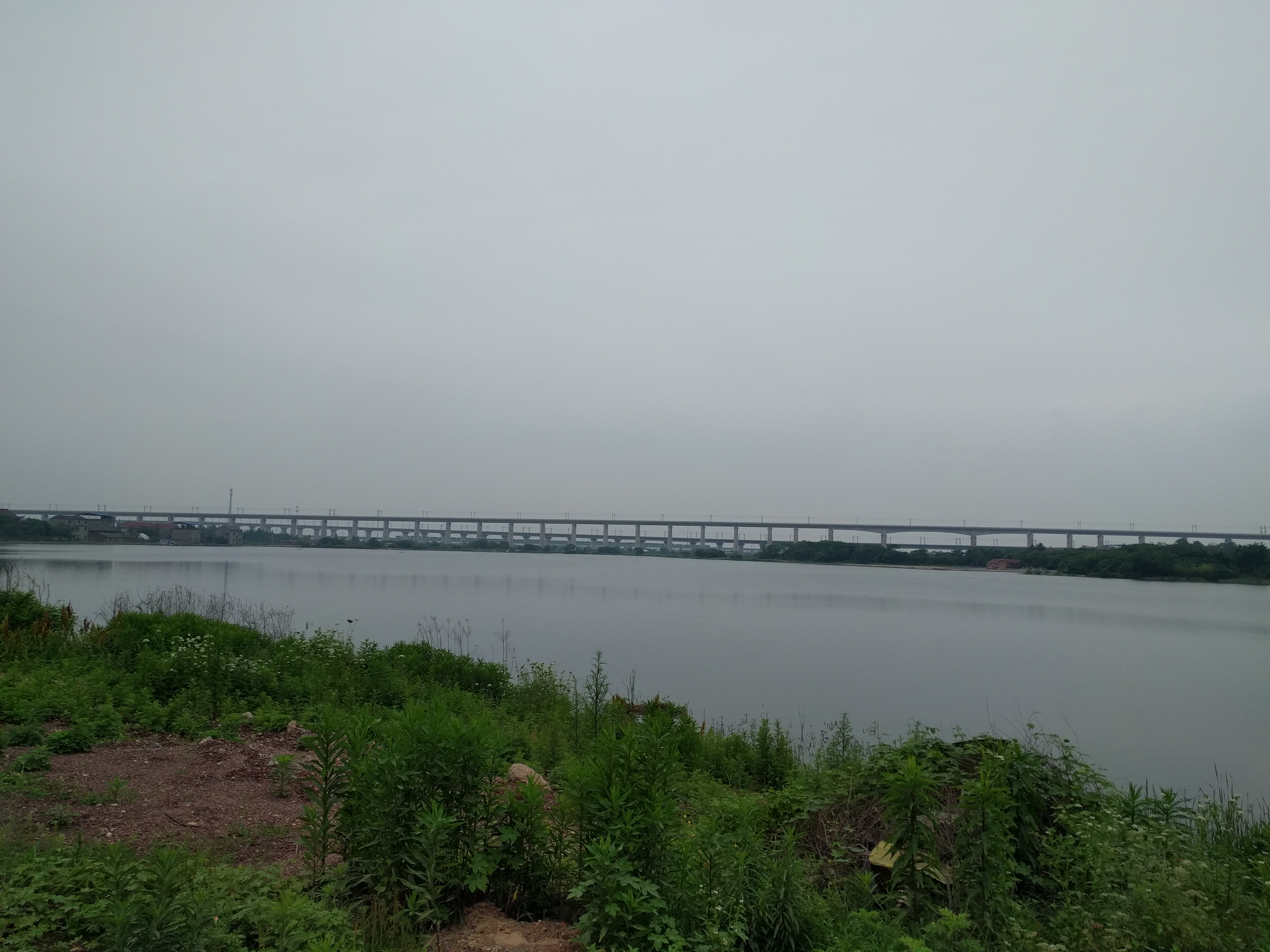

난창현(한국어: 남창현, 중국어: 南昌县, 병음: Nánchāng Xiàn)은 중화인민공화국 장시성 난창시의 현급 행정구역이다. 넓이는 1839km2이고, 인구는 2007년 기준으로 940,000명이다.

## 기후
연평균 기온은 17.8℃이고 연일조시간은 1574.1시간, 연평균 강수량은 1662.5mm이다.

## 행정 구역
11개 진, 7개 향을 관할한다.
- 진: 莲塘镇, 向塘镇, 三江镇, 塘南镇, 幽兰镇, 蒋巷镇, 武阳镇, 冈上镇, 广福镇, 昌东镇, 麻丘镇.
- 향: 泾口乡, 南新乡, 塔城乡, 黄马乡, 富山乡, 东新乡, 八一乡.